# 皮埃尔·布吕内 (赛艇运动员)
皮埃尔·布吕内（法語：Pierre Brunet，1908年2月27日—1979年5月12日），法国男子赛艇运动员。他曾代表法国参加1932年夏季奥林匹克运动会赛艇比赛，获得男子双人单桨有舵手铜牌。